# Oszterhueber Imre
Oszterhueber Imre Antal (Sümeg, 1788. február 15. – Sümeg, Zala vármegye, 1857. szeptember 15.) táblabíró, 1815-től 1819-ig alszolgabíró, Zala vármegye másodaljegyzője, nyirlak-pusztai földbirtokos.

A nyírlaki Oszterhuber család címere

## Élete
A tekintélyes Zala vármegyei nemesi származású Oszterhueber család sarja. Apja Oszterhuber Antal (1759–1821), nyirlak-pusztai földbirtokos, anyja lovászi Jagasics Zsófia (1767–1808) volt. Apai nagyszülei Oszterhueber György (1718–1779), csáktornyai várkapitány, földbirtokos, és nyirlaki Tarányi Anna (1724–1788) voltak. Anyai nagyszülei lovászi Jagasics András (1728–1786), zalai alispán, földbirtokos, és szalapatakai Nagy Magdolna (1734–1772) voltak. Keresztszülei boldogfai Farkas János (1741–1788), Zala vármegye főjegyzője, Zala vármegyei Ítélőszék elnöke ("Inclyti Sedis Iudiciaria Comitatus Szaladiensis Praeses"), földbirtokos, és felesége, lovászi és szentmargitai Sümeghy Judit (1754–1820) asszony voltak. Az egyik nagybátyja Oszterhueber Ferenc (1751–1835) Zala vármegye alispánja, földbirtokos; a másik nagybátyja Oszterhueber Mihály (1766–1807), akinek feleségétől forintosházi Forintos Magdolnától született egyik fia, nyirlaki Tarányi-Oszterhuber József (1792–1869), Zala vármegye alispánja, táblabírája, a "Zalavármegyei Gazdasági Egyesület" alakítója.
Fontos társadalmi szerepet töltött a kulturális életben Sümegen a reformkorban; Kisfaludy Sándor közeli barátja volt, akivel a sümegi úri kaszinót állapította meg 1841-ben. Mellettük a sümegi úri kaszinó létrehozásában szintén részt vett Eitner József (1785-1845), cserzővarga, Sümeg város bírája, Rosty Vince (1803–1857), táblabíró, ügyvéd, uradalmi tiszttartó Sümegen, rábabogyoszlói Vajda Ignác (1772-1854), földbirtokos, valamint hertelendi és vindornyalaki Hertelendy György (1803–1867) is. 1811. augusztus 5.-e és 1815. november 8.-a között Zala vármegye másodaljegyzője volt. Ezután 1815. november 8.-ától 1819. július 5.-éig a tapolcai járás alszolgabírája volt.

## Házassága és leszármazottjai
Gógánfán, 1814. március 21-én feleségül vette a zalai nemesi származású gyömörei és teölvári Gyömörey Mária (Gógánfa, 1789. szeptember 26.–Gógánfa, 1847 december 20.) kisasszonyt, akinek a szülei gyömörei és teölvári Gyömörey György (1752–1816), földbirtokos és a zalalövői Csapody családból való zalalövői Csapody Borbála (1759–1815) voltak. Az apai nagyszülei gyömörei és teölvári Gyömörey József (1719–1786), földbirtokos és hertelendi Hertelendy Éva voltak. Az anyai nagyszülei zalalövői Csapody József (1727–1771), Somogy vármegye főszolgabíraja, földbirtokos, és jobaházi Dőry Anna (1739–1805) voltak. Oszterhueber Imréné Gyömörey Máriának az anyai nagybátyja zalalövői Csapody Gábor (1760–1825), királyi tanácsos, Somogy vármegye alispánja, költő, szabadkőműves, földbirtokos volt. Házasságukból két fiú született:
- Oszterhueber Ágoston Antal János Nepomuk (Sümeg, 1818. április 16.–Sümeg, 1884. október 17.),[6] Radeczky-huszárezredbeli kapitány. Nőtlen
- Oszterhueber Kristóf Ferenc (Sümeg, 1818. április 16.–Sümeg, 1851. március 15.),[7] a kapornaki járás cs. kir. főbírója (főszolgabíró). Nőtlen